# Turniej o Srebrny Kask 1990
Turniej o Srebrny Kask 1990 w sporcie żużlowym - coroczny turniej żużlowy organizowany przez Polski Związek Motorowy. Dwudziesty piąty finał odbywał się w Zielonej Górze. Tomasz Gollob wygrał Srebrny Kask.

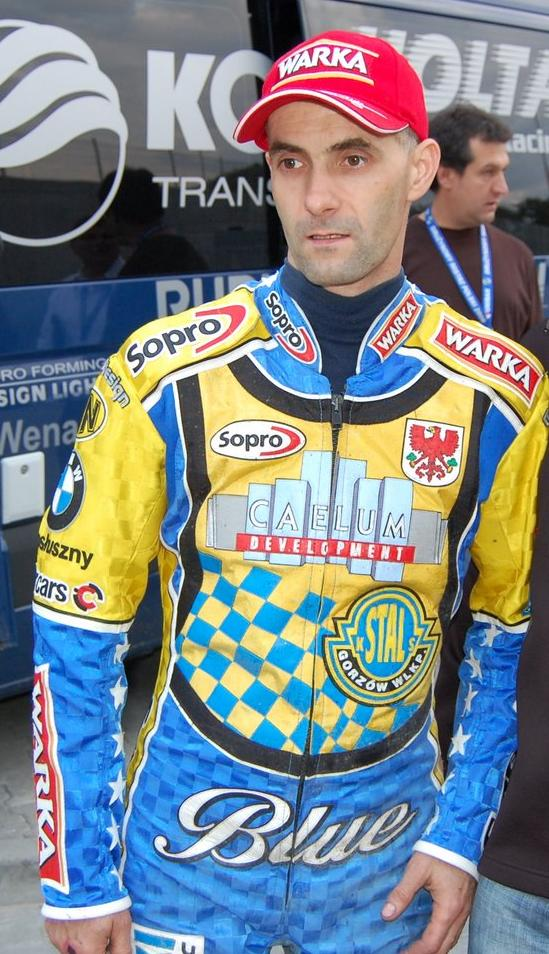
Tomasz Gollob - zdobywca SK 1990

## Wyniki

### Pierwszy finał
- 18 września 1990 r. (wtorek), Gorzów Wielkopolski

Ze względu na opady deszczu nie odbył się pierwszy finał. Jako zaliczono wyniki jednego finału w Zielonej Górze na następny dzień.

### Drugi finał
- 19 września 1990 r. (środa), Zielona Góra

| Msc. | Zawodnik            | Klub                 | Pkt |                |  |
| ---- | ------------------- | -------------------- | --- | -------------- |  |
| 1    | Tomasz Gollob       | Polonia Bydgoszcz    | 15  | (3,3,3,3,3)    |  |
| 2    | Jarosław Szymkowiak | Falubaz Zielona Góra | 13  | (3,3,3,1,3)    |  |
| 3    | Jarosław Olszewski  | Wybrzeże Gdańsk      | 12  | (3,3,2,2,2)    |  |
| 4    | Jerzy Mordel        | Motor Lublin         | 11  | (2,3,1,3,2)    |  |
| 5    | Dariusz Śledź       | Motor Lublin         | 9   | (3,2,3,w,1)    |  |
| 6    | Mirosław Kowalik    | Apator Toruń         | 9   | (2,2,1,2,2)    |  |
| 7    | Krzysztof Jankowski | Sparta Wrocław       | 8   | (0,1,2,2,3)    |  |
| 8    | Tomasz Fajfer       | Start Gniezno        | 8   | (1,w,2,2,3)    |  |
| 9    | Dariusz Fliegert    | ROW Rybnik           | 7   | (2,1,1,3,0)    |  |
| 10   | Andrzej Zarzecki    | Falubaz Zielona Góra | 7   | (u,2,1,3,1)    |  |
| 11   | Robert Jucha        | Motor Lublin         | 5   | (1,1,3,t,u)    |  |
| 12   | Jacek Gollob        | Polonia Bydgoszcz    | 5   | (w,d,2,1,2)    |  |
| 13   | Jacek Woźniak       | Polonia Bydgoszcz    | 4   | (2,2,d,d,-)    |  |
| 14   | Jarosław Kalinowski | Wybrzeże Gdańsk      | 2   | (1,0,0,1,0)    |  |
| 15   | Marek Adamczyk      | Start Gniezno        | 1   | (u,0,0,0,1)    |  |
| 16   | Andrzej Rzepka      | Stal Gorzów Wlkp.    | 0   | (0,0,0,u/-,ns) |  |
|      | rez. Piotr Zięba    | Unia Tarnów          | 2   | (1,1)          |  |
|      | Dariusz Wach        | Kolejarz Opole       |     |                |  |
|      | Dariusz Michalewicz | Unia Leszno          |     |                |  |